# Talsperre El Carrizal
Die Talsperre El Carrizal (spanisch Represa El Carrizal bzw. Dique El Carrizal) ist eine Talsperre mit Wasserkraftwerk in der Provinz Mendoza, Argentinien. Sie staut den Río Tunuyán zu einem Stausee auf. Die Talsperre und das zugehörige Wasserkraftwerk werden auch als Wasserkraftwerkskomplex El Carrizal (span. Complejo hidroeléctrico El Carrizal) bezeichnet.
Die Talsperre dient der Stromerzeugung und der Bewässerung. Mit ihrem Bau wurde im Juni 1965 begonnen. Sie wurde im November 1971 fertiggestellt. Die Talsperre und das Wasserkraftwerk sind in Staatsbesitz (Departamento de Hidráulica). Die Konzession für den Betrieb wurde der CEMPPSA 1998 übertragen.

## Absperrbauwerk
Das Absperrbauwerk ist ein Schüttdamm mit einer Höhe von 46 m über dem Flussbett. Die Dammkrone liegt auf einer Höhe von 790 m über dem Meeresspiegel. Die Länge der Dammkrone beträgt 2113 m, ihre Breite an der Krone 10 m. Das Volumen des Absperrbauwerks liegt bei 6,83 Mio. m³.
Der Staudamm verfügt über eine Hochwasserentlastung, über die maximal 1600 m³/s abgeleitet werden können.

## Stausee
Das normale Stauziel liegt zwischen 769,5 und 785,5 m. Bei einem Stauziel von 785,5 m erstreckt sich der Stausee über eine Fläche von rund 34,8 km² und fasst 462 Mio. m³ Wasser. Das maximale Stauziel beträgt 787,5 m.

## Kraftwerk
Das Maschinenhaus des Kraftwerks befindet sich am Fuß der Talsperre auf der rechten Seite des Damms. Die installierte Leistung beträgt 17 MW. Die durchschnittliche Jahreserzeugung wird mit 83 (bzw. 85) Mio. kWh angegeben.
Die zwei Francis-Turbinen leisten jeweils maximal 8,5 MW. Die Nenndrehzahl der Turbinen beträgt 250 min−1. Die Fallhöhe liegt zwischen 28 und 39,5 m. Der Durchfluss beträgt 30 m³/s (maximal 31, minimal 14 m³/s).